# Lennon–McCartney

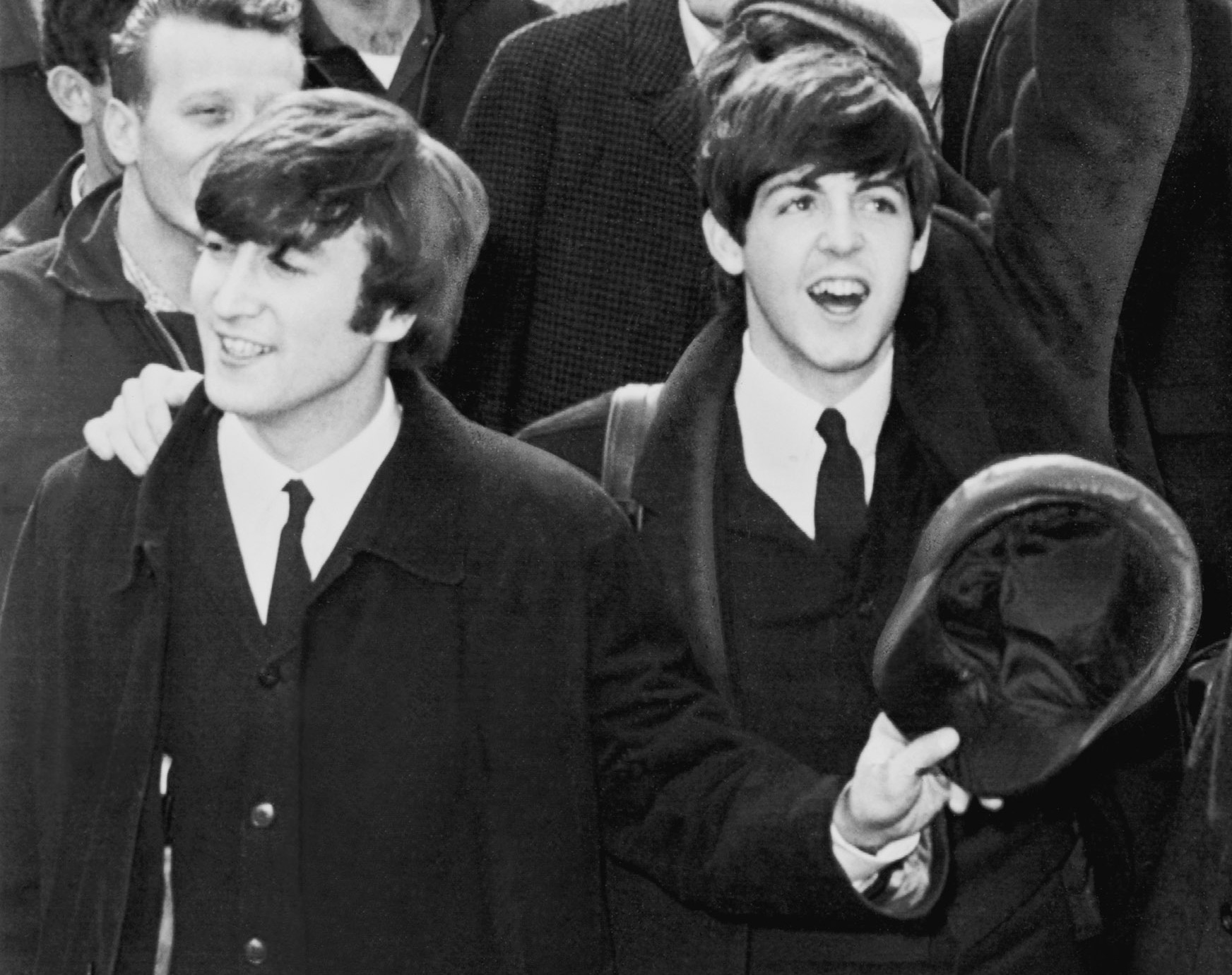
John Lennon (bal) és Paul McCartney (jobb) 1964-ben.

A Lennon–McCartney (néhol McCartney–Lennon) alatt a két híres angol zenész, John Lennon és Paul McCartney dalszerzői együttműködését értjük. Ők ketten a történelem eddigi leghíresebb és legtöbb lemezt eladó dalszerzői. 2004-ig több mint 600 millió Beatles-lemezt, -kazettát és -CD-t adtak el. 1962 október 5-e és 1970 május 8-a között a társulat körülbelül 180 dalt adott ki, amelyek többségét a Beatles-el vették fel.
A legtöbb dalszerzői társulással ellentétben − ahol más írja a dalszöveget és más komponálja a zenét − Lennon és McCartney mindketten írtak szöveget és zenét is. Néha, különösen a korai időszakban, közösen, vagy ahogy Lennon mondta: "szemgolyótól szemgolyóba" dolgoztak. Később viszont gyakori volt az, hogy valamelyikük megírta a dal nagy részét (vagy az egészet), a másik meg csak beleigazított. John Lennon és Paul McCartney még gyerekkorukban kötött egyezségük értelmében minden dalt, melyet közösen vagy külön-külön a The Beatles számára szereztek, Lennon–McCartney aláírással láttak el, figyelmet nem fordítva arra, hogy kinek mennyi része volt a dalok megírásában. 
Később Paul kilátásba helyezte, hogy néhány dal McCartney–Lennon aláírással terjedjen a közhírben, de az együttes másik két tagja, George Harrison és Ringo Starr, illetve Lennon második felesége, Yoko Ono ellenvetése miatt ezt a kérését visszavonta.
A Lennon–McCartney műveket már számtalanszor feldolgozták más előadók. A Guiness Rekordok Könyve szerint a Yesterday c. dalukat többen dolgozták fel, mint bármelyik másik dalt.

## Nem Beatles dalok
Számos Lennon–McCartney szerzeményt más zenészek (legfőképpen olyanok, akiket szintén Brian Epstein menedzselt) vettek fel és jelentettek meg. Az általuk írt dalok segítették beindítani az újonnan felfedezettek karrierjét. Több felvétel is szerepelt az 1979-es The Songs Lennon and McCartney Gave Away c. válogatásalbumon. Néhány dalt maga a Beatles is felvett, de ezek nem jelentek meg, csak az együttes feloszlása után a Live at the BBC és a The Beatles Anthology albumokon.
| Év   | Előadó                           | Dal                             |
| 1963 | The Rolling Stones               | "I Wanna Be Your Man"           |
| 1963 | Billy J. Kramer with The Dakotas | "I'll Be on My Way"             |
| 1963 | Billy J. Kramer with The Dakotas | "Bad to Me"                     |
| 1963 | Billy J. Kramer with The Dakotas | "I Call Your Name"              |
| 1963 | Billy J. Kramer with The Dakotas | "I'll keep you satisfied"       |
| 1964 | Billy J. Kramer with The Dakotas | "From a Window"                 |
| 1963 | Tommy Quickly                    | "Tip of My Tounge"              |
| 1963 | The Fourmost                     | "Hello Little Girl"             |
| 1963 | The Fourmost                     | "I'm in Love"                   |
| 1963 | Cilla Black                      | "Loved of the Loved"            |
| 1964 | Cilla Black                      | "It's for You"                  |
| 1968 | Cilla Black                      | "Step Inside Love"              |
| 1964 | The Strangers with Mike Shannon  | "One and One Is Two"            |
| 1964 | Peter & Gordon                   | "A World Without Love"          |
| 1964 | Peter & Gordon                   | "Nobody I Know"                 |
| 1964 | Peter & Gordon                   | "I Don't Want to See You Again" |
| 1964 | The Applejacks                   | "Like Dreamers Do"              |
| 1965 | P.J. Proby                       | "That Means a Lot"              |
| 1968 | Black Dyke Mills Band            | "Thingumybob"                   |
| 1969 | Mary Hopkin                      | "Goodbye"                       |
| 1969 | Plastic Ono Band                 | "Give Peace a Chance"           |

Néhány ebből az időszakból származó dalnál dalszerzőként egyedül Paul McCartney van megnevezve:
| Év   | Előadó                      | Dal               |
| ---- | --------------------------- | ----------------- |
| 1966 | Peter & Gordon              | "Woman"           |
| 1966 | The George Martin Orchestra | The Family Way    |
| 1967 | The Chris Barber Band       | "Catcall"         |
| 1969 | Carlos Mendes               | "Penina"          |
| 1969 | Badfinger                   | "Come and Get It" |

## Fordítás
- Ez a szócikk részben vagy egészben  a   Lennon-McCartney című angol Wikipédia-szócikk ezen változatának fordításán alapul.  Az eredeti cikk szerkesztőit annak laptörténete sorolja fel. Ez a jelzés csupán a megfogalmazás eredetét és a szerzői jogokat jelzi, nem szolgál a cikkben szereplő információk forrásmegjelöléseként.